# Podoctops multimaculatus
Podoctops multimaculatus is een hooiwagen uit de familie Podoctidae.
De originele naamcombinatie (protoniem) is Podoctops multimaculatum Roewer, 1949, maar met een verkeerde geslacht van de soortnaam, weergegeven in sommige online bronnen.. Een volgende naamrecombinatie werd gepubliceerd als Podoctops multimaculatus Roewer, 1949 in Kury et. al. 2020, met het mannelijke achtervoegsel afgeleid van het mannelijke geslacht (-ops, volgens ICZN-code art. 30.1.4.3). 